# Thecadactylus
A Thecadactylus a hüllők (Reptilia) osztályának pikkelyes hüllők (Squamata) rendjébe, ezen belül a gekkófélék (Gekkonidae) családjába tartozó nem.

## Előfordulásuk
A Thecadactylus-fajok az Amerikák trópusi területein fordulnak elő. 2007-ig, csak a Thecadactylus rapicauda tartozott ebbe a hüllőnembe, aztán a kutatók megtudták, hogy az Amazonas felsőszakaszának déli felén élő gekkó, - Thecadactylus solimoensis - más fajt alkot. 2011-ben leírták eme hüllőnem harmadik faját is, a Thecadactylus oskrobapreinorum-ot.

## Rendszerezés
A nembe az alábbi 3 faj tartozik:
- Thecadactylus rapicauda Houttuyn, 1782
- Thecadactylus solimoensis Bergmann & Russell, 2007
- Thecadactylus oskrobapreinorum Köhler & Vesely, 2011[1]

## Képek

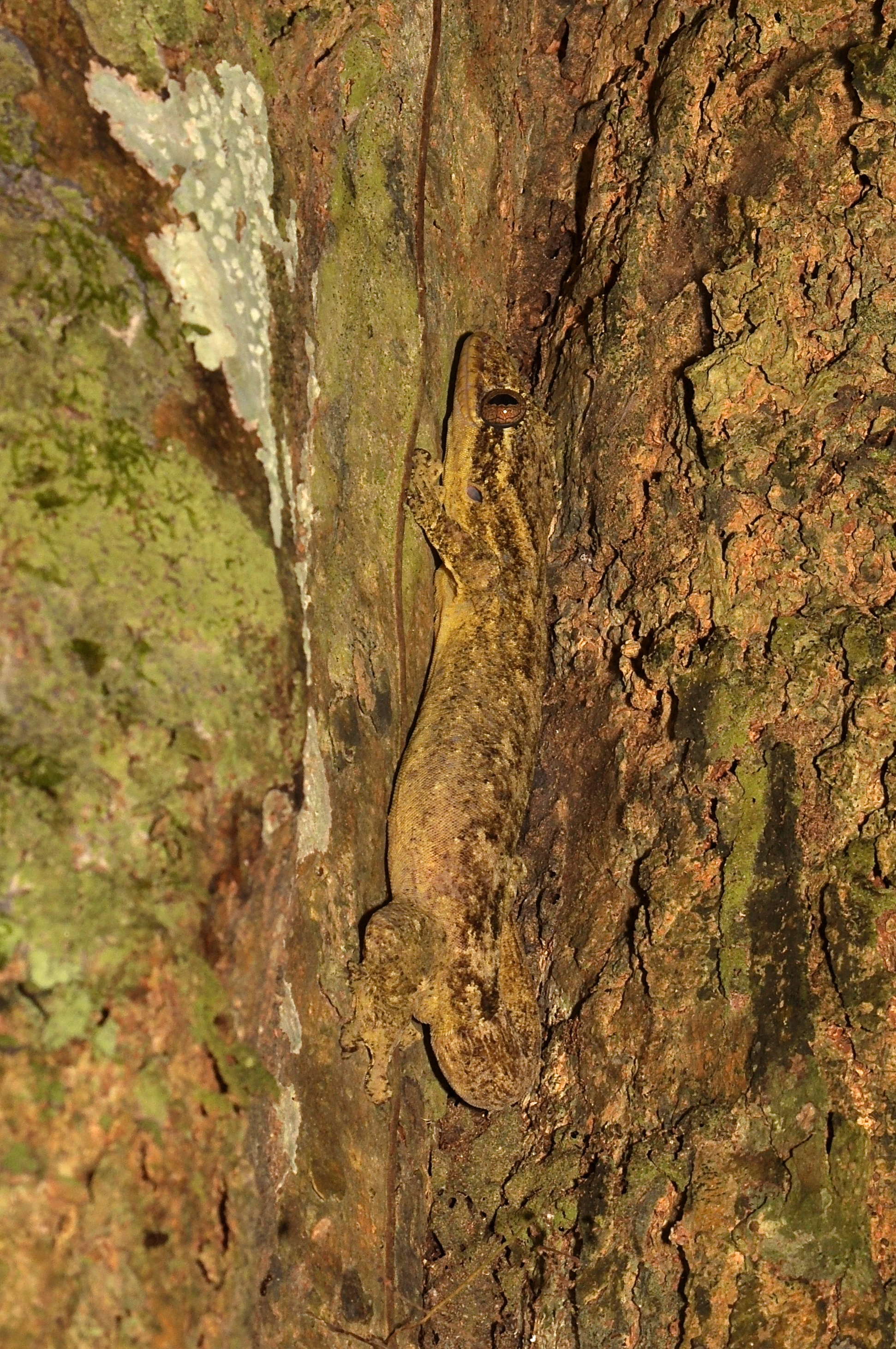
Thecadactylus solimoensis
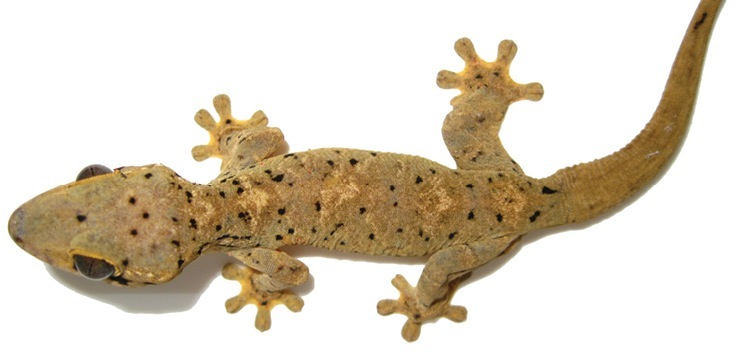
Thecadactylus oskrobapreinorum

### Fordítás
- Ez a szócikk részben vagy egészben  a   Thecadactylus című angol Wikipédia-szócikk ezen változatának fordításán alapul.  Az eredeti cikk szerkesztőit annak laptörténete sorolja fel. Ez a jelzés csupán a megfogalmazás eredetét és a szerzői jogokat jelzi, nem szolgál a cikkben szereplő információk forrásmegjelöléseként.